# Stenhousemuir F.C.
Stenhousemuir Football Club – szkocki klub piłkarski z siedzibą w Stenhousemuir. Obecnie występuje w rozgrywkach Scottish League One.